# Liste der Baudenkmale in Altlandsberg
In der Liste der Baudenkmale in Altlandsberg sind alle denkmalgeschützten Gebäude der brandenburgischen Stadt Altlandsberg. Grundlage ist die Veröffentlichung der Landesdenkmalliste mit dem Stand vom 31. Dezember 2021.

## Legende
In den Spalten befinden sich folgende Informationen:
- ID-Nr.: Die Nummer wird vom Brandenburgischen Landesamt für Denkmalpflege vergeben. Ein Link hinter der Nummer führt zum Eintrag über das Denkmal in der Denkmaldatenbank. In dieser Spalte kann sich zusätzlich das Wort Wikidata befinden, der entsprechende Link führt zu Angaben zu diesem Denkmal bei Wikidata.
- Lage: die Adresse des Denkmales und die geographischen Koordinaten. Link zu einem Kartenansichtstool, um Koordinaten zu setzen. In der Kartenansicht sind Denkmale ohne Koordinaten mit einem roten beziehungsweise orangen Marker dargestellt und können in der Karte gesetzt werden. Denkmale ohne Bild sind mit einem blauen bzw. roten Marker gekennzeichnet, Denkmale mit Bild mit einem grünen beziehungsweise orangen Marker.
- Bezeichnung: Bezeichnung in den offiziellen Listen des Brandenburgischen Landesamtes für Denkmalpflege. Ein Link hinter der Bezeichnung führt zum Wikipedia-Artikel über das Denkmal.
- Beschreibung: die Beschreibung des Denkmales
- Bild: ein Bild des Denkmales und gegebenenfalls einen Link zu weiteren Fotos des Baudenkmals im Medienarchiv Wikimedia Commons

## Baudenkmale in den Ortsteilen

### Altlandsberg
| ID-Nr.                           | Lage                                                                | Bezeichnung | Beschreibung | Bild                                                         |
| -------------------------------- | ------------------------------------------------------------------- | --- | --- | ------------------------------------------------------------ |
| 09180267                         | (Lage)                                                              | Historische Stadtanlage innerhalb der Stadtbefestigung mit: Tortürmen, Mauerring und Wallanlage, mit historischen Stadtdominanten, System und Proportionen der historischen Wohnbebauung und Hofanlagen sowie dem Schlossareal und zugehörigem Park | | weitere Bilder                                               |
| 09180279                         | (Lage)                                                              | Mittelalterliche Stadtbefestigung mit Stadtmauer und Wallanlagen sowie Berliner und Strausberger Torturm | | weitere Bilder                                               |
| 09181557 Teilobjekt zu: 09180279 | ()                                                                  | Stadtmauer | Feldstein-Bau, den historischen Stadtkern umgebend. Datiert auf 1301/1400 und 1401/1500.                                                                                            | ein Bild hochladen                                           |
| 09181558 Teilobjekt zu: 09180279 | Berliner Straße ()                                                  | Wehrturm | Es handelt sich um den Berliner Torturm: Er verfügt über eine Pyramidendach und befindet sich am südlichen Ende der Berliner Straße.                                                | ein Bild hochladen                                           |
| 09181559 Teilobjekt zu: 09180279 | Straußberger Straße ()                                              | Wehrturm | Er verfügt über eine Kegeldach und befindet sich am östlichen Ende der Straußberger Straße.                                                                                         | ein Bild hochladen                                           |
| 09180270                         | Am Markt (Lage)                                                     | Sowjetischer Ehrenfriedhof | | Sowjetischer Ehrenfriedhof                                   |
| 09181222 Teilobjekt zu: 09180270 | Am Markt (Lage)                                                     | Ehrenmal | Denkmal-Verlust: Der Obelisk wurde im Jahr 1992 abgebrochen. | BW                                                           |
| 09180271                         | Am Markt 6 (Lage)                                                   | Wohnhaus | | Wohnhaus                                                     |
| 09180272                         | Berliner Allee 6 (Lage)                                             | Amtsgericht (heute Rathaus) mit Nebengebäuden und Einfriedung | | Amtsgericht (heute Rathaus) mitNebengebäuden und Einfriedung |
| 09180273                         | Berliner Allee 17 (Lage)                                            | Wohnhaus mit Zauneinfriedung | | Wohnhaus mit Zauneinfriedung                                 |
| 09180274                         | Berliner Allee 20 (Lage)                                            | Wohnhaus mit Grundstückseinfriedung | | Wohnhaus mit Grundstückseinfriedung                          |
| 09180275                         | Berliner Allee 21 (Lage)                                            | Wohnhaus mit Hofbebauung | | Wohnhaus mit Hofbebauung                                     |
| 09181553 Teilobjekt zu: 09180275 | Berliner Allee 21 ()                                                | Wohnhaus mit Hofgebäude | Datiert auf ca. 1900. | ein Bild hochladen                                           |
| 09180276                         | Berliner Straße 3a (Lage)                                           | Wohnhaus mit Hofbebauung | | Wohnhaus mit Hofbebauung                                     |
| 09181554 Teilobjekt zu: 09180276 | Berliner Straße 3a ()                                               | Hofgebäude | | ein Bild hochladen                                           |
| 09180277                         | Berliner Straße 4 (Lage)                                            | Wohnhaus mit Hofbebauung | | Wohnhaus mit Hofbebauung                                     |
| 09181555 Teilobjekt zu: 09180277 | Berliner Straße 4 (Lage)                                            | Stall & Remise | Eingeschossiger Ziegel- und Feldstein-Bau mit Satteldach. Datiert auf 1886/1900. | BW                                                           |
| 09180278                         | Berliner Straße 6 (Lage)                                            | Wohnhaus mit Hofbebauung | | Wohnhaus mit Hofbebauung                                     |
| 09181556 Teilobjekt zu: 09180278 | Berliner Straße 6 ()                                                | Hofgebäude | | ein Bild hochladen                                           |
| 09180280                         | Berliner Straße 16 (Lage)                                           | Pfarrhaus | | Pfarrhaus                                                    |
| 09180281                         | Berliner Straße 20 (Lage)                                           | Wohnhaus | | Wohnhaus                                                     |
| 09180282                         | Berliner Straße 27 (Lage)                                           | Wohnhaus mit Hofbebauung und Pflasterung | | Wohnhaus mit Hofbebauung und Pflasterung                     |
| 09181560 Teilobjekt zu: 09180282 | Berliner Straße 27 ()                                               | Hofgebäude | | ein Bild hochladen                                           |
| 09180761                         | Berliner Straße 29 (Lage)                                           | Wohn- und Geschäftshaus | | Wohn- und Geschäftshaus                                      |
| 09180807                         | Bollensdorfer Weg, Fredersdorfer Straße, Strausberger Straße (Lage) | Scheunenviertel | errichtet um 1850 | weitere Bilder                                               |
| 09181556 Teilobjekt zu: 09180289 | Karl-Liebknecht-Straße 9 (Lage)                                     | Amtshaus mit Hofbebauung | | Amtshaus mit Hofbebauung                                     |
| 09181561 Teilobjekt zu: 09180289 | Karl-Liebknecht-Straße 9 ()                                         | Hofgebäude | | ein Bild hochladen                                           |
| 09180268                         | Kirchplatz 1 (Lage)                                                 | Stadtpfarrkirche St. Marien | Die evangelische Stadtpfarrkirche stammt aus der Mitte des 13. Jahrhunderts. Im Jahre 1725 wurde die Sakristei und die Bibliothek angebaut. Die Kanzel stammt aus der Zeit um 1600. | weitere Bilder                                               |
| 09181042 Teilobjekt zu: 09180268 | Kirchplatz 1 (Lage)                                                 | Orgel | Ein Instrument der Orgel-Baufirma Sauer aus dem Jahr 1894. | BW                                                           |
| 09180269                         | Kirchplatz 2, Krummenseestraße 3 (Lage)                             | Schlossanlage mit Resten sowie Kellergewölben des Nordflügels, ehemaliger Brauerei, Schlosspark und Reformierter Kirche | | weitere Bilder                                               |
| 09180003                         | Klosterstraße 3 (Lage)                                              | Stadtschule | | Stadtschule                                                  |
| 09180004                         | Klosterstraße 5 (Lage)                                              | Wohnhaus | | Wohnhaus                                                     |
| 09181465 Teilobjekt zu: 09180004 | Klosterstraße 5 (Lage)                                              | Seitenflügel | Zweigeschossiger (gelber) Klinkerbau mit Pultdach. Datiert auf etwa 1900. | BW                                                           |
| 09180005                         | Klosterstraße 12 (Lage)                                             | Wohnhaus | | Wohnhaus                                                     |
| 09180292                         | Klosterstraße 17 (Lage)                                             | Wohnhaus | | Wohnhaus                                                     |
| 09180293                         | Poststraße 18 (Lage)                                                | Wohnhaus | | Wohnhaus                                                     |
| 09180824                         | Strausberger Straße 5 (Lage)                                        | Gasthof „Haus Lindenberg“ | | Gasthof „Haus Lindenberg“                                    |
| 09180294                         | Strausberger Straße 6 (Lage)                                        | Wohn- und Geschäftshaus | | Wohn- und Geschäftshaus                                      |
| 09180296                         | Am Strausberger Tor 1 (Lage)                                        | Gefängnis | Eingeschossiger Lehmziegel- und Feldstein-Bau. Erbaut im Jahr 1827. | Gefängnis                                                    |
| 09180297                         | Am Strausberger Tor 2 (Lage)                                        | Armenhaus mit Spritzenhaus | Erbaut 1829 durch Abbruch eines Teils der Stadtmauer zur Unterbringung von Sozialfällen und Aufbewahrung von Feuerlöschgeräten, gegenwärtige Nutzung als Gaststätte.                | Armenhaus mit Spritzenhaus                                   |
| 09181562 Teilobjekt zu: 09180297 | Am Strausberger Tor 2 ()                                            | Spritzenhaus | Erbaut im Jahr 1890. Ein Bestandteil davon ist der Steigerturm aus dem Jahr 1912.                                                                                                   | ein Bild hochladen                                           |

### Bruchmühle
| ID-Nr.                           | Lage                       | Bezeichnung                                     | Beschreibung                                                                          | Bild                                            |
| -------------------------------- | -------------------------- | ----------------------------------------------- | ------------------------------------------------------------------------------------- | ----------------------------------------------- |
| 09180375                         | Buchholzer Straße 8 (Lage) | Gedenktafel                                     |                                                                                       | weitere Bilder                                  |
| 09180757                         | Waldring 5 (Lage)          | Villa mit Hofgebäude und Grundstückseinfriedung | Dreigeschossiger Bau mit Krüppelwalmdach. Erbaut im Jahr 1904 (Inschrift).            | Villa mit Hofgebäude und Grundstückseinfriedung |
| 09181835 Teilobjekt zu: 09180757 | Waldring 5 ()              | Pferdestall & Remise                            | Denkmal-Verlust: Der zweigeschossige Bau mit Pultdach wurde im Jahr 2005 abgebrochen. | ein Bild hochladen                              |

### Buchholz
| ID-Nr.   | Lage   | Bezeichnung | Beschreibung | Bild           |
| -------- | ------ | ----------- | --- | -------------- |
| 09180378 | (Lage) | Dorfkirche  | Die evangelische Kirche entstand um das Jahr 1300. Wahrscheinlich wurde sie im Dreißigjährigen Krieg zerstört und danach wieder aufgebaut. Der Altar und die Kanzel sind im Stil des Barock erstellt worden. | weitere Bilder |

### Gielsdorf
| ID-Nr.   | Lage                   | Bezeichnung | Beschreibung | Bild           |
| -------- | ---------------------- | ----------- | --- | -------------- |
| 09180446 | An der Kirche 4 (Lage) | Dorfkirche  | Die evangelische Dorfkirche wurde im zweiten Viertel des 13. Jahrhunderts erbaut. Im Inneren befindet sich ein Altaraufsatz aus der Zeit um 1500. | weitere Bilder |

### Seeberg-Dorf
| ID-Nr.                           | Lage                    | Bezeichnung    | Beschreibung | Bild           |
| -------------------------------- | ----------------------- | -------------- | --- | -------------- |
| 09180300                         | An der Mühle 40 (Lage)  | Holländermühle | | Holländermühle |
| 09180298                         | Seeberger Straße (Lage) | Dorfkirche     | Die evangelische Kirche stammt aus der Mitte des 13. Jahrhunderts. Die Feldstein-Kirche wurde im Jahre 1872 umgebaut, erhielt eine Apsis und einen Turm in gelbem Ziegelmauerwerk. | weitere Bilder |
| 09181308 Teilobjekt zu: 09180298 | Seeberger Straße (Lage) | Glocke         | Die Glocke mit sieben Relief-Medaillons stammt aus dem Hochmittelalter. | BW             |

### Wegendorf
| ID-Nr.            | Lage               | Bezeichnung | Beschreibung | Bild           |
| ----------------- | ------------------ | ----------- | --- | -------------- |
| 09180708 Wikidata | Schulstraße (Lage) | Dorfkirche  | Die evangelische Kirche stammt aus der Mitte des 13. Jahrhunderts. Das Schiff hat einen rechteckigen Grundriss mit einem eingezogenen Chor und einer halbrunden Apsis. Zwei Rundbogenfenster in der Apsis sind aus der Bauzeit. Der Altar stammt aus der ersten Hälfte des 17. Jahrhunderts. Die Kanzel wurde in der ersten Hälfte des 18. Jahrhunderts errichtet. | weitere Bilder |

### Wesendahl
| ID-Nr.   | Lage                | Bezeichnung | Beschreibung | Bild           |
| -------- | ------------------- | ----------- | --- | -------------- |
| 09180710 | Dorfstraße 5 (Lage) | Dorfkirche  | Die evangelische Kirche ist Mitte des 13. Jahrhunderts erbaut worden, der Turm wurde im 19. Jahrhundert erhöht. Das Bauwerk überstand den Zweiten Weltkrieg weitgehend unbeschädigt. 1946 verfügte jedoch der Bürgermeister, die Dächer von Kirchenschiff und Turm abzudecken, um die Dachsteine für Reparaturarbeiten an anderen Gebäuden zu verwenden. Dadurch kam es zu einem fortschreitenden Verfall des Gebäudes, so dass die Kirche in den späten 1940er Jahren eine Ruine war. Die Kirchengemeinde nutzte den Chor als Behelfskirche. In den Jahren 2001 bis 2010 wurde die Kirche mit Unterstützung eines Fördervereins wiederaufgebaut und restauriert. | weitere Bilder |

### Wilkendorf
| ID-Nr.                           | Lage                          | Bezeichnung                                                                                 | Beschreibung | Bild           |
| -------------------------------- | ----------------------------- | ------------------------------------------------------------------------------------------- | --- | -------------- |
| 09180711                         | Alt-Wilkendorf 24/25 (Lage)   | Gutsverwalterhaus mit Gutsarbeiterhaus und Stallscheune der ehemaligen Rittergutsanlage     | Es handelt sich um das Inspektoren-Haus: eingeschossiger Bau mit Krüppelwalmdach. Datiert auf 1920/1930. | weitere Bilder |
| 09181797 Teilobjekt zu: 09180711 | Alt-Wilkendorf 24 (Lage)      | Scheune                                                                                     | Ziegelbau mit Satteldach. Nördlich des Inspektorenhauses gelegen. Datiert auf ca. 1900. | BW             |
| 09181798 Teilobjekt zu: 09180711 | Alt-Wilkendorf 25 (Lage)      | Gutsarbeiter-Haus                                                                           | Zweigeschossiger Ziegelbau mit Satteldach. Datiert auf 1851/1900. | BW             |
| 09181001                         | Alt-Wilkendorf 20 (Lage)      | Meiereiwohnhaus und Hofgebäude der ehemaligen Rittergutsanlage                              | | weitere Bilder |
| 09182133 Teilobjekt zu: 09181001 | Alt-Wilkendorf 20 (Lage)      | Scheune                                                                                     | | BW             |
| 09180445 Wikidata                | Prötzeler Straße 13 (Lage)    | Dorfkirche                                                                                  | | weitere Bilder |
| 09181111 Teilobjekt zu: 09180445 | Prötzeler Straße 13 (Lage)    | Orgel                                                                                       | Ein Instrument der Orgel-Baufirma Dinse aus dem Jahr 1904. | BW             |
| 09180449                         | Alt-Wilkendorf 38 & 40 (Lage) | Schloss und Park mit Zufahrtsportal sowie Pferdestall mit Kutscherwohnung und Remisen-Anbau | Schloss Wilkendorf war zu DDR-Zeiten ein Gästehaus des Verteidigungsministeriums. Seit 1536 gehörte das Anwesen Angehörigen der märkischen Adelsfamilie Pfuel (Linie Pfuel auf Wilkendorf). Das heutige Jagdschloss wurde 1891 im englischen Landhausstil errichtet. | weitere Bilder |
| 09181672 Teilobjekt zu: 09180449 | Alt-Wilkendorf 38 (Lage)      | Schlosspark                                                                                 | Es handelt sich um einen Landschaftspark. Datiert auf 1851/1900. | BW             |
| 09181673 Teilobjekt zu: 09180449 | Alt-Wilkendorf 40 (Lage)      | Pferdestall                                                                                 | Der Stall datiert auf 1851/1900. | BW             |